# Lutter (Frieda)

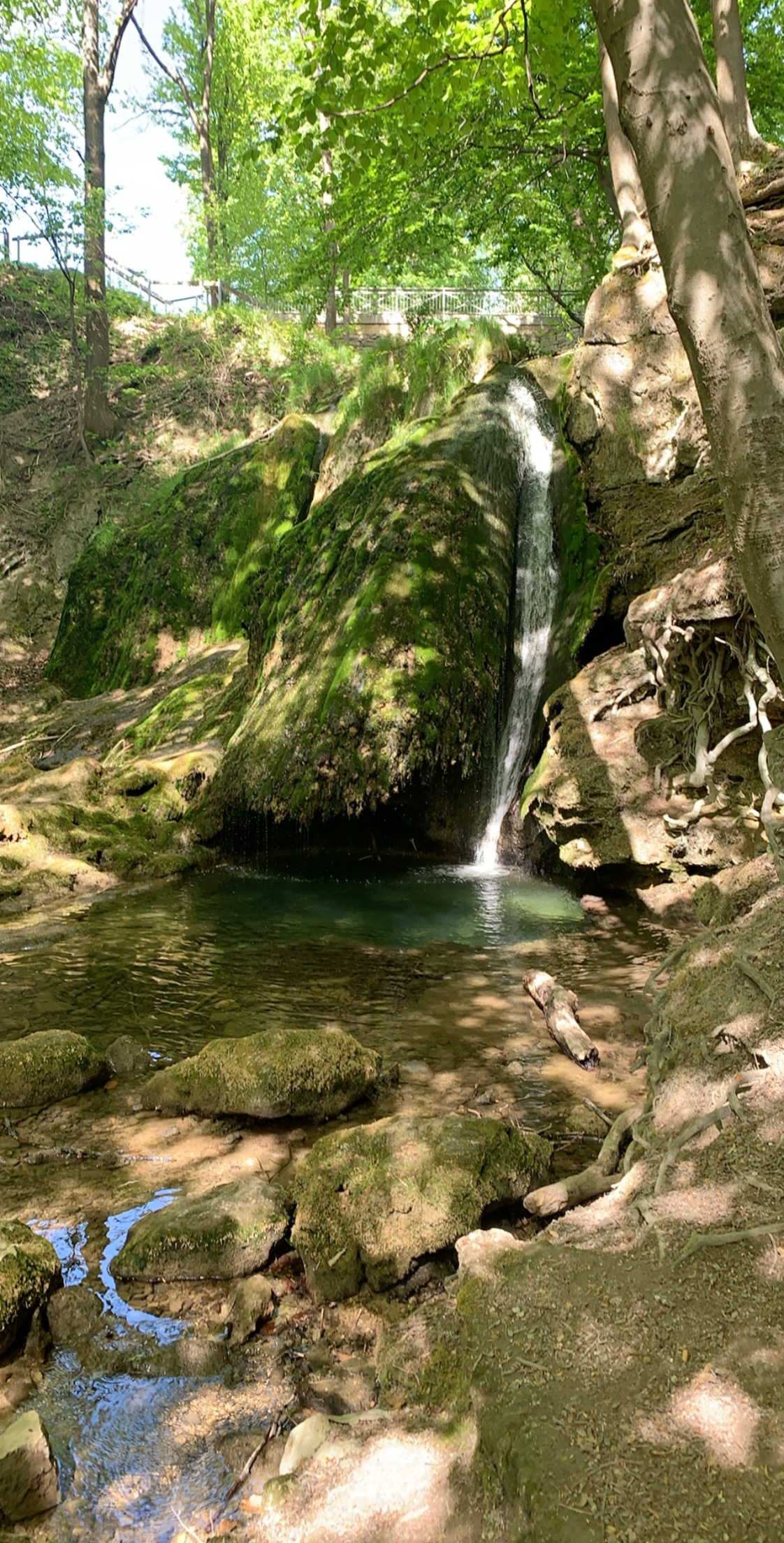
Der Lutterwasserfall in Großbartloff

Die Lutter ist ein  rechtsseitiger bzw. nördlicher Zufluss der Frieda im Landkreis Eichsfeld in Thüringen (Deutschland).

## Verlauf
Die Lutter verläuft ausschließlich im Obereichsfeld und im Naturpark Eichsfeld-Hainich-Werratal. Sie entspringt am Südrand des Westerwalds rund 2 km ostnordöstlich von Großbartloff. Ihre Quelle liegt auf dem Gelände des Gehöfts Luttermühle, das zum südlich gelegenen Effelder gehört und sich im nach dem Bachursprung benannten und von Laubwald gesäumten Luttertal befindet.
Die Lutter durchfließt das Gelände der Luttermühle nach Norden, um nach kaum 100 m Fließstrecke in Richtung Westsüdwesten abzuknicken. An diesem Knick nimmt die Lutter das Wasser zweier sich kurz zuvor vereinenden Bäche auf: einerseits der mehrere Kilometer lange Steingraben, der aus Richtung Norden von Wachstedt durch ein enges Tal etwa entlang des Ostrands vom Westerwald heran fließt, und andererseits der deutlich kürzere Kellerborn, der von Süden – durch ein namenloses Bächlein von Südosten gespeist – aus Richtung Effelder kommt.
Unterhalb der Luttermühle fließt der Lutter der aus dem Westerwald von Norden kommende Bach Neunbörner zu, der entlang der Wachstedt und Großbartloff miteinander verbindenden Landesstraße 2032 verläuft. Fortan fließt die Lutter entlang dieser Straße, an der sie wenig später die ebenfalls zu Effelder zählende Klostermühle passiert.
Dann tritt die Lutter in das Gemeindegebiet von Großbartloff ein. Bei dortiger Spitzmühle stürzt der Bach über die etwa 10 m hohe Steilwand des Lutterwasserfalls in eine kleine, schluchtartige Talkerbe. Jenseits des Wasserfalls mündet von Süden der kleine Rottenbach ein. Im Dorf knickt die Lutter im Einmündungsbereich des von Norden heran fließenden Wolfentalsbachs nach Süden ab. Unterhalb Großbartloffs passiert sie die zum Dorf gehörende Ansiedlung Herode.
Anschließend tritt die Lutter – weiterhin entlang der L 2032 fließend – in das Gemeindegebiet von Geismar ein. Ungefähr einen Bachkilometer unterhalb der dortigen Entenmühle mündet sie zwischen den an ihrem Mündungsgewässer gelegenen Dörfern Geismar im Nordwesten und Lengenfeld unterm Stein im Südosten in den dort von Osten heran fließenden Werra-Zufluss Frieda.

## Geologie
Das enge Erosionstal der Lutter ist von Kalk- und Mergelsteinhängen des Unteren Muschelkalks begrenzt. Im Bereich von Spitzmühle und dortigem Lutterwasserfall sind feste bankige aber auch poröse Travertine – teils mit fossilen Einschlüssen – sowie lockere Kalksande vorzufinden. Diese Gesteine sind etwa 5.000 bis 10.000 Jahre alt. Unterhalb von Großbartloff ist das Bachtal recht breit, wobei die Flanken aus tonig, mergeligen Schichten des Röt gebildet werden, die abschnittsweise von Fließerden, Kalksteinschutt und Löß bedeckt sind. Der Talboden besteht aus holozänen Süßwasserkalken und Auelehmen. Kalksande werden vom karbonat- und sulfatreichen Lutterwasser transportiert, so dass sich Süßwasserkalke ablagern.

## Fauna
Das Aufwirbeln des Wassers am Lutterwasserfall trägt durch Sauerstoffanreicherung zur Selbstreinigung der Lutter bei. In diesem engen, von etwas Wald gesäumten Talbereich direkt unterhalb des Falls leben zum Beispiel Bachstelze, Wasseramsel und Zaunkönig.

## Schutzgebiete
Der Bereich entlang des Steingrabens und jener im Luttertal von der Lutterquelle bis unterhalb der Klostermühle gehört zum vielteiligen Vogelschutzgebiet „Südliches Eichsfeld“ (Gebietsnummer 4727-420), das deckungsgleich mit dem Südteil des Fauna-Flora-Habitat-Gebiets „Ibenkuppe-Thomasbrücke-Östlicher Westerwald“ (Nr. 4727–320) ist. Zudem entsprechen die östlichen Talhänge im Unterlaufbereich der Lutter, die wiederum Teil des eben genannten Vogelschutzgebiets sind, dem Nordteil des FFH-Gebiets „Muschelkalkhänge von Großbartloff bis Faulungen“ (Nr. 4727–301).

## Hochwasser
Im Luttertal gibt es immer wieder schwere Hochwasser, das schlimmste des 20. Jahrhunderts war wohl jenes von 1956. Doch dies wurde am Nachmittag des 23. Juli 2004 weitaus übertroffen. An diesem Freitag wurde der Südteil des Obereichsfelds von einem kurzen, aber sehr heftigen Gewitterregen bzw. einer Wasserhose heimgesucht. Besonders betroffen war unter anderem das Luttertal. Innerhalb kurzer Zeit fielen große Regenmengen, welche die Lutter und ihre Zuflüsse sehr stark anschwellen ließen. Durch das Dorf Großbartloff wälzten sich durch mitgerissene Geröllmassen und Bäume „angereicherte“ riesige Wassermengen, die erhebliche Sachschäden – nach Schätzungen offizieller Stellen im Wert von etwa 500.000 Euro – auf Grundstücken und an Gebäuden verursachten. Die Freiwillige Feuerwehr Großbartloff sowie Feuerwehren benachbarter Gemeinden mussten mit schwerer Technik unter anderem Keller leer pumpen sowie mitgerissene Bäume und zahlreiche Schäden beseitigen. Anschließend wurden viele Wege repariert. Das Unwetter hätte fast zu einer weiteren Katastrophe geführt, weil durch Starkregen zwei randvoll gefüllte Güllebecken im südlich
gelegenen Effelder überzulaufen drohten, was das Luttertal verunreinigt hätte. Doch eiligst wurden Güllenteile außerhalb vom dortigen Trinkwasserschutzgebiet auf landwirtschaftliche Flächen dünn aufgebracht, sodass der Pegel beider Becken gesenkt werden konnte.

## Wassermühlen
Im Luttertal wurden etliche Wassermühlen errichtet, die beispielsweise als Mahl-, Säge-, Spinn- und Walkmühlen betrieben wurden.
- Luttermühle:
Die zu Effelder gehörige «Luttermühle», die an der Lutterquelle steht, ist seit 1810 erwähnt, damals im Eigentum eines Müllers Oberthür. Die ursprüngliche Mahlmühle wurde um 1900 durch neue Besitzer technisch verändert und konnte so nach Bedarf als Walk-, Säge- und Spinnmühle betrieben werden. In den Nebengebäuden wurden Zigarren gefertigt, Textilien gewebt und auch Möbel produziert. 1965 wurde das idyllisch gelegene Anwesen als Ferienobjekt eines Dingelstädter Betriebs angekauft und mit einemCampingplatz versehen. Dieser Mühlenumnutzung verdankt der Waldgasthof «Zur Luttermühle» seine Existenz.[8]

- Klostermühle:
Die ebenfalls zu Effelder gehörige «Klostermühle» steht bachabwärts rund 400 m südwestlich der Luttermühle. Sie gehörte zunächst dem nahen Kloster Zella als Mahlmühle. Mit der napoleonischen Besetzung des Eichsfelds (Anfang des 19. Jahrhunderts, mit Auflösung der Klosterverwaltung) wurde das Kloster säkularisiert. Die Mühle wurde 1811 veräußert. Mitte des 19. Jahrhunderts erfolgte der technische Umbau in eine Spinnerei, diese hatte drei Wasserräder als Antrieb und besaß auch eine Walke. Auch der Mahlbetrieb war noch möglich. 1926 führte ein Großbrand zur völligen Zerstörung der Mühle. Auf der Brandstätte wurde eine Pension errichtet, Vorläufer des heutigen Waldhotels «Klostermühle».[9]

- Spitzmühle:
Die erste, zu Großbartloff gehörige Mühle an der Lutter ist die «Spitzmühle», diese bestand zunächst aus der Mahlmühle «Obere Spitzmühle» und der Walkmühle «Untere Spitzmühle». Diese Mühle wurde später zu einer Pumpanlage für die Wasserversorgung der Dörfer Struth (heute zu Dingelstädt) und Effelder umgebaut. Die Obere Spitzmühle wurde nach Stilllegung abgerissen.[10]

- Fischmühle:
Mitten in Großbartloff befindet sich die «Fischmühle». Diese Mühle wurde 1630 mit einer noch erkennbaren Jahreszahl im Gebälk versehen. Sie war als Walk-, Mahl- und Ölmühle zu betreiben. Der Müller war wohl auch im Besitz der Fischfangrechte in einem Abschnitt der Lutter. 1929 wurde das Mahlen eingestellt und bis 1950 geschrotet. Dann entstand im Mühlengebäude eine Bäckerei.[11]

- Fiegemühle, Frommsche Mühle und Hahnemühle:
Weiterhin befanden sich noch in Großbartloff die «Fiegemühle», die «Frommsche Mühle» und die «Hahnemühle», jeweils nach ihren Besitzern benannt. Auch diese Mühlen sind heute abgerissen oder zu Wohnzwecken umgebaut.[12]

- Entenmühle:
Zu Geismar gehört als letzte Mühle an der Lutter die mündungsnahe «Entenmühle». Das Mühlenanwesen bildet einen Vierseithof. Bereits 1545 ist von ihr die Rede, damals im Besitz eines Lengenfelder Bürgers. Die Mühle war bis 1950 als Mahlmühle noch funktionstüchtig und wurde für den Eigenbedarf genutzt.[13]

## Verkehrsanbindung
Entlang dem Großteil des Lutterverlaufs führt die Landesstraße 2032, die vom nordöstlich befindlichen Wachstedt über die höchste Stelle des Westerwalds führt und dann durch Großbartloff bis fast an die Mündung des Bachs führt.
Bis in die 1990er-Jahre verkehrten auf den südlichen und weiter flussabwärts östlichen Talhängen entlang der Lutter zwischen Küllstedt bzw. Büttstedt vorbei an Großbartloff und weiter in Richtung ihres Mündungsbereichs führend die Züge der Bahnstrecke Leinefelde–Treysa. Von der zur Kanonenbahn gehörenden Trasse zeugen in diesem Streckenabschnitt unter anderem noch der Küllstedter Tunnel (1.530 m lang), der Mühlenberg-I-Tunnel (155 m), der Mühlenberg-II-Tunnel (343/345 m), der Heiligenberg-Tunnel (198 m) und der Entenberg-Tunnel (288 m). Im mündungsnahen Lengenfeld unterm Stein steht an der einstigen Trasse das Lengenfelder Viadukt.